# Поль Берна
Поль Берна (фр. Paul Berna, справжнє ім'я Жан Сабран фр. Jean Sabran; 21 лютого 1908, Єр — 19 січня 1994, Париж) — французький письменник, автор творів для дітей і юнацтва та детективних романів. Публікувався також під своїм справжнім ім'ям та під псевдонімами Бернар Делез, Поль Жеррар і Жоель Одренн.

## Біографія
Народився 1908 року в Єрі. 1914 року, коли йому було шість років, загинув на фронті його батько. Виховання Жана та його шістьох суродженців взяли на себе дядьки. З Ліона, де пройшло його дитинство, Жан поїхав до Швейцарії, у Фрібур, де навчався у колежі. Потім, повернувшись до Франції, жив у Тулоні й Екс-ан-Провансі, де завершив шкільну освіту та почав навчатися банківської справи. Пізніше переїхав до Парижа, де жила його мама, яка на той час вдруге вийшла заміж. У дитинстві та юності Жан любив читати; захоплювався Стівенсоном, Джеком Лондоном, Кіплінгом, Стендалем, Марселем Еме; пізніше Гемметом, Чандлером, Патрицією Гайсміт, Жаном Жіоно; пробував писати, наслідуючи Джека Лондона.
У 1930-х роках змінив безліч професій: працював бухгалтером, страховим агентом, редактором, журналістом. Тоді ж почав серйозно пробувати себе в літературі (першим досвідом стала написана 1934 року фантастична повість), проте видавництва відкидали його рукописи. 1938 року Сабрана мобілізували; демобілізувавшись 1939 року, повернувся до Парижа і влаштувався на роботу до страхової компанії. 1942 року звільнився, щоб присвятити себе літературній творчості. 1945 року видавництво Albin Michel опублікувало його роман «Le Chemin du Canadel»; у 1945—1948 роках у трьох великих паризьких видавництвах вийшли шість романів Сабрана. Один з них, «L'Homme au long nez» (1947), опублікований під псевдонімом Бернар Делез, оскільки брат Жана Сабрана Гі Сабран також був літератором і на той час його ім'я починало здобувати популярність.
З 1943 року Гі Сабран працював ілюстратором дитячих книг у видавництві G. P. (Générale Publicité). 1949 року запросив на роботу брата: видавництво потребував співробітник, який займався редагуванням й обробкою текстів для дітей та юнацтва. У 1949—1953 роках Жан створював адаптації класичних творів (зокрема «Тіля Уленшпігеля», «Трьох мушкетерів» і «Тисячі й однієї ночі») і писав тексти для ілюстрованих альбомів. З 1954 року почав писати оригінальні твори для дітей під псевдонімом Поль Берна, в якому об'єднав ім'я свого батька та прізвище прабабці. Перші два романи, «La Porte des Etoiles» і «Le Continent du Ciel», написав у жанрі наукової фантастики; третій, за задумом автора, мав стати історичним, на кшталт Стівенсона. Однак видавництво відкинуло запропонований сюжет і запропонувало написати про щось сучасніше. Сабрану згадався нещодавно бачений фільм по повісті Еріха Кестнера «Еміль і детективи», і йому спало на думку написати детективну історію для дітей. Так народилася одна з найвідоміших його книг: повість «Кінь без голови» (Le Cheval sans tête, 1954).
Дія в «Коні без голови» відбувається у робочому передмісті Парижа повоєнних років; герої — компанія дітей, найстаршому з яких не було дванадцяти. У сюжеті переплітаються дві лінії, загадковим чином пов'язані одна з одною: дивне викрадення старого дерев'яного коня, що не становить жодної цінності, і пограбування поїзда, який перевозив велику суму грошей. Повість, написана яскравою, живою, розмовною мовою з вкрапленнями арго, стала однією з перших у Франції детективних романів для юнацтва. Новизна жанру та стилю привернули увагу читачів і принесли книзі популярність; 1955 року її відзначили гран-прі на виставці дитячої літератури. Пізніше повість була перекладена іншими мовами (українською вийшла у видавництві Детгиз 1960 року у перекладі Романа Терещенка); 1963 році британська студія Disney зняла по ній фільм. 1979 року Одеська кіностудія випустила художній фільм «Козаки-розбійники» за мотивами повісті Берна.
Успіх детективної повісті для дітей навів на думку Сабрана писати детективи для дорослих. З цією метою взяв собі новий псевдонім — Поль Жерар (через помилки перетворився на Поль Жеррар: Paul Gerrard) — щоб ім'я автора жодним чином не асоціювалося з дитячим письменником Полем Берна. Перший роман у детективному жанрі, «Deuil en rouge» (1959), приніс йому престижний гран-прі за детективний твір (Grand prix de littérature policière). Загалом під ім'ям Поль Жеррар Сабран опублікував 25 романів, які стали класикою французького детективу.
Продовжуючи працювати в різних жанрах, у 1957—1973 роках випускав принаймні по одній книзі на рік. 1969 року отримав премію Едгара Аллана По, що надається асоціацією «Mystery Writers of America», за детективний роман для дітей «L'Épave de la „Bérénice“». Примітно, що цей роман, відкинутий французьким видавцем Сабрана, спочатку переклали англійською, виданий в Англії, потім у США, і лише після отримання премії опублікований у Франції.
1958 року одружився з журналісткою, редакторкою і дитячою письменницею Жані Сен-Марку (1920—2002), яка також працювала у видавництві G. P. У шлюбі народилося двоє синів.
Наприкінці життя письменник осліп. Помер 1994 року у Парижі у 85 років.